# Manuel Marlasca
Manuel Marlasca García (Madrid, 15 de octubre de 1967), más conocido como Manu Marlasca, es un periodista español. Desde el 3 de febrero de 2025 es colaborador de El programa de AR, programa conducido por Ana Rosa Quintana en las mañanas de Telecinco. Trabajó de 2012 a agosto de 2023 para todos los informativos de La Sexta y colaboró en el programa Más vale tarde, de dicha cadena. Ha colaborado para Interviú, Espejo Público y Onda Cero, entre otros.
Es hijo del también periodista Manuel Marlasca Cosme (1944-2016).

## Trayectoria profesional
En octubre de 2012 se convirtió en jefe de investigación de La Sexta Noticias. Es colaborador del programa Espejo Público, de Antena 3, así como copresentador, junto a Luis Rendueles, de la sección Territorio Negro, en el programa de radio Julia en la Onda, en Onda Cero.
| Años          | Trayectoria                                                                            |
| ------------- | -------------------------------------------------------------------------------------- |
| 2025-presente | Responsable de sucesos de El programa de Ana Rosa                                      |
| 2023-2025     | Responsable de sucesos de TardeAR                                                      |
| 2023          | Presentador y del programa Una historia de crímenes en Prime Video                     |
| 2017-2018     | Presentador y director del Programa Expediente Marlasca: Historias de malos en LaSexta |
| 2012-2023     | Jefe de investigación de La Sexta Noticias y colaborador de Más vale tarde             |
| 2008-2012     | Adjunto al director de la revista Interviú.                                            |
| 1999-2008     | Reportero de la revista Interviú.                                                      |
| 1998-1999     | Redactor del semanario Paris Match                                                     |
| 1996-1998     | Redactor del documental de Telemadrid De Cibeles a Neptuno.                            |
| 1996          | Redactor del programa de Canal 9 Simplement Viure                                      |
| 1995-1996     | Redactor del programa de Antena 3 Se busca[cita requerida].                            |
| 1994-1995     | Jefe de sección de sucesos del diario La información de Madrid[cita requerida].        |
| 1993-1994     | Redactor de sucesos y tribunales del diario El mundo.                                  |
| 1991-1993     | Jefe de sección de sucesos del Diario Ya                                               |
| 1991          | Jefe de sección de sucesos del diario Claro[cita requerida].                           |
| 1990-1991     | Redactor de sucesos y tribunales del diario El sol[cita requerida].                    |
| 1987-1990     | Redactor de sucesos y tribunales del Diario Ya                                         |
| 1986-1987     | Redactor de informativos y programas de Antena 3 Radio.                                |

## Libros
- 2024 Tú bailas y yo disparo: Serie Grupo X 1. E. Ediciones Destino.
- 2021 Territorio Negro (Planeta). Coautor, junto a Luis Rendueles.
- 2020 El Solitario (Random). Coautor, junto a Lorenzo Silva.
- 2019 Cazaré al monstruo por ti: 'El pederasta de Ciudad Lineal (Editorial alreveseditorial). Autor[12]
- 2010 España Negra (Planeta). Coautor, junto a otros periodistas de sucesos.[13]
- 2007 Una historia del 11-M que no va a gustar a nadie (Temas de Hoy).[14]
- 2004 Mujeres letales (Temas de Hoy). Coautor, junto a Luis Rendueles.
- 2002 Así son, así matan (Temas de Hoy). Coautor, junto a Luis Rendueles.[15]

## Premios
- Premio de la Fundación Policía Española 2022 en la modalidad de "Radio" por el podcast "Operación Moon".[16]
- Premio Guardia Civil 2017 en la modalidad "Audiovisual" por la sección "Expediente Marlasca" del programa "Más vale tarde".[17]
- Premio de la Fundación Policía Española 2015 al Mejor Blog sobre Temas Policiales por "La Pringue".[18]
- Premio de la Fundación Policía Española 2013 en la modalidad de "Radio" por el programa "Oficinas de sicarios al servicio del crimen".[19]